# Shopping Barra
O Shopping Barra é um centro comercial brasileiro localizado em Salvador, capital do estado da Bahia. Foi fundado em 16 de novembro de 1987 e está situado próximo a importantes cartões-postais soteropolitanos, como o Farol da Barra e o Porto da Barra.
Situado em região nobre da cidade, numa área residencial de alto poder de consumo, são oferecidos serviços como estacionamento VIP e o Tourist Point, que acontece durante o verão, oferecendo aos turistas um serviço de translado gratuito (hotel - shopping - hotel), além de informações aos visitantes.
O Shopping Barra inaugurou sua primeira ampliação em 28 de setembro de 2012. Nesta, o shopping aumentou em 50% a área locável e a oferta de vagas de estacionamento, ganhou mais de 70 novas lojas, um espaço gourmet (o Barra Gourmet) com horário e acesso independente e diversão eletrônica. Além disso, agora conta com uma fachada frontal composta de pele de vidro de alto desempenho e alumínio composto para uma maior penetração de luz natural. Nessa primeira expansão também foi confirmada uma novo cinema com oito salas, todas com projeção em 3D, três destas do tipo VIP De Lux, poltronas de couro reclináveis e serviço de alimentação sofisticado. Inaugurada em 2013, o novo complexo de cinemas promete ser o mais sofisticado e moderno do Norte/Nordeste, contendo projetores digitais de tecnologia 4K e preparadas para projeções em 3D em todas, além do sistema de som Dolby Digital 7.1.
Sob responsabilidade da Enashopp, o projeto de Expansão do Shopping Barra conquistou ainda troféu Gold do ICSC Latin American Shopping Center Awards – Congresso Latino-Americano da indústria de Shopping Centers, dentre outros 92 concorrentes latino-americanos da categoria Projeto e Desenvolvimento. Os mais de 120 milhões de reais, levantados em investimento reagem ao aquecimento do setor, iniciado com a inauguração do Salvador Shopping em 2007.
Considerado um shopping que se aproxima do luxo, graças a região em que está localizado, o Barra tem 89% da clientela pertencente às classes A e B, abrigando lojas de grife. Nesse sentido, desde julho de 2012, é permitida a entrada de aminais domésticos de pequeno porte nos corredores e lojas.